# Polyscias cussonioides
Polyscias cussonioides är en araliaväxtart som först beskrevs av Drake, och fick sitt nu gällande namn av Georges Bernardi. Polyscias cussonioides ingår i släktet Polyscias och familjen Araliaceae. Inga underarter finns listade.